# Regice
Regice és un personatge fictici de la saga de videojocs de Pokémon, així com d'altres jocs i productes derivats. És de tipus gel. És originari de la regió de Hoenn i destaca per la seva alta defensa.